# Finn 'Beton' Jensen
Finn ’Beton’ Jensen (født 29. juli 1953) var sejlertræner i Dansk Sejlunion, der har udviklet Diplomsejlerskolen og været involveret i næsten alle danske OL- og VM-medaljer i de olympiske bådklasser siden 1992.
Til dagligt var Finn Jensen chef for Kraftcenter Aarhus/Dansk Sejlunion, der tog sig af OL-sejlerne i Aarhus, Egå og Kaløvig. Nogle af de sejlere, der har arbejdet tæt sammen med Finn ’Beton’ Jensen er VM-sølvvinderne i 49erFX  Ida Marie Baad Nielsen og Marie Thusgaard Olsen.
Finn ’Beton’ Jensen har fået Team Danmarks og Dansk Supermarkeds Talentpris 2014 for sit arbejde for talentudvikling i dansk sejlsport.
I juni 2022 fik Finn 'Beton' Aarhus Kommunes hæderspris for hans indsats for sejlere sejlerne i Aarhus, Egå og Kaløvig.